# Kim Wilde

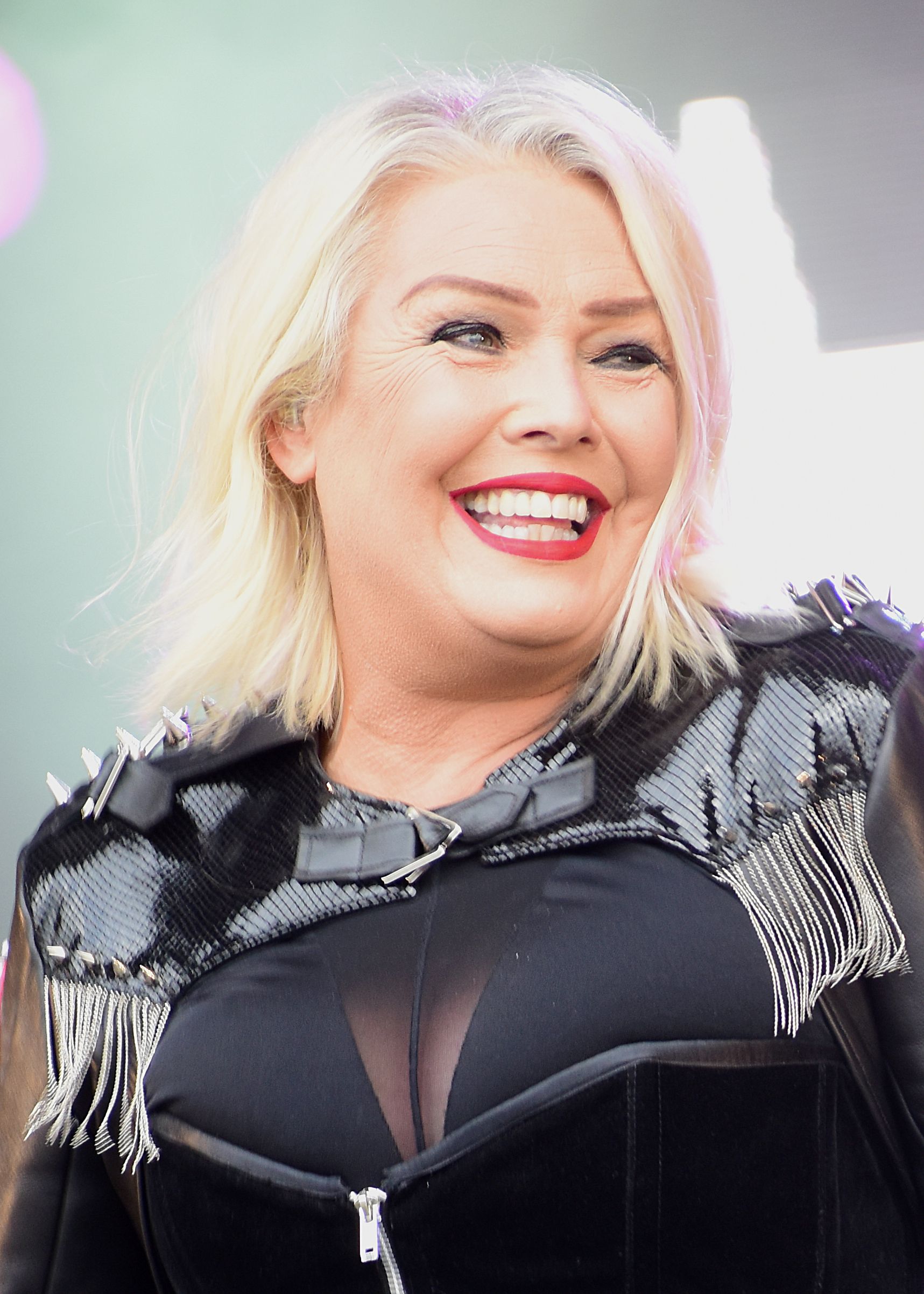
Kim Wilde (2021)

Kim Wilde (eigentlich: Kim Smith, * 18. November 1960 in Chiswick, West-London) ist eine britische Popsängerin. Sie ist das älteste Kind des Rock-’n’-Roll-Sängers Marty Wilde, dessen Künstlernamen sie übernommen hat. Kim Wilde war mit Hits wie Kids in America, Cambodia, You Keep Me Hangin’ On oder You Came vor allem zwischen 1981 und 1988 international erfolgreich.
Ab 1997 trat sie unter anderem als Landschaftsgärtnerin in britischen Fernsehsendungen auf und war als Autorin für Zeitungskolumnen tätig. Seit 2006 widmet Wilde sich wieder vorwiegend ihrer Musikkarriere und konnte seitdem zumindest teilweise an alte Erfolge anknüpfen. 

## Karriere

### 1980–1982: Plattenvertrag, Erfolge und Tourneen
Kim Wilde wurde 1980 bei RAK Records unter Vertrag genommen und brachte im Januar 1981 ihre erste, von Vater Marty und Bruder Ricky komponierte und getextete Single Kids in America heraus. Dieser Song war ein internationaler Top-Five-Hit, sowohl in Europa, als auch in Australien und Asien; in den US-Charts schaffte er es bis auf Platz 25.
Ihr im Juni 1981 veröffentlichtes Debütalbum Kim Wilde enthielt die ebenfalls sehr erfolgreichen Synthiepop-Hits Chequered Love und Water on Glass. Wilde erhielt nach ihrem großen Durchbruch den Best Female Vocalist Award der „British Phonographic Industry“ im Jahr 1983 und in den folgenden Jahren zwei weitere Nominierungen in dieser Kategorie.
Ihr zweites im Mai 1982 erschienenes Album Select konnte in ihrem Heimatland Großbritannien nicht ganz an den Erfolg des Erstlings anknüpfen. Weder das Album noch eine der Singles erreichte die Top 10. In Deutschland, Frankreich, der Schweiz sowie in den skandinavischen Ländern hatte sie hingegen nach wie vor viele Fans und mit Cambodia (eine Million verkaufte Singles allein in Frankreich) und View from a Bridge weitere Top-Ten-Erfolge. Der etwas später veröffentlichte Song Child Come Away verfehlte erstmals die britischen Top 40.

### 1983–1985: Abflauender Erfolg bei RAK und Neuanfang bei MCA
Das im Oktober 1983 herausgebrachte Album Catch as Catch Can, das stilistische Veränderungen gegenüber den beiden Vorgängern aufwies, wurde in Großbritannien zu einem Misserfolg, während es sich in anderen Teilen Europas gut verkaufte. Mit der ersten Auskopplung Love Blonde, hatte sie in Frankreich und Skandinavien einen weiteren Single-Bestseller.
Bei RAK Records nahm sie bis 1983 insgesamt drei Alben auf und wechselte im Sommer 1984 zu MCA Records. Trotzdem blieben die Charterfolge in Großbritannien aus. In Deutschland hielten ihr die Fans jedoch auch weiterhin die Treue und bescherten ihr mit The Second Time im Herbst 1984 einen weiteren Top-Ten-Hit in den Singlecharts sowie einen soliden Verkaufserfolg mit dem dazugehörigen vierten Studioalbum Teases & Dares. In ihrer britischen Heimat blieb der Erfolg erneut aus.
Ein ähnliches Bild bot sich bei ihren Konzerten: Die Tourneen der Jahre 1983, 1985 und 1986 brachten Kim Wilde in Großbritannien halbleere Hallen, während sie besonders in Deutschland und Frankreich meist vor ausverkauften Häusern spielte. Ihre Popularität in Deutschland brachte ihr den Beinamen „Bardot der Popmusik“ ein und sie erhielt dort von 1981 bis 1984 vier Bravo Ottos in Folge als beste Sängerin (1981 und 1984 Gold; 1982 und 1983 Silber).

### 1986–1989: Internationale Erfolge
Mit einer Coverversion des Supremes-Klassikers You Keep Me Hangin’ On und dem Album Another Step kehrte Kim Wilde im Herbst 1986 erfolgreich in die britischen und internationalen Charts zurück und erzielte damit ihren größten internationalen Hit. Der Song war im Winter 1986/1987 ein Top-10-Hit in vielen Ländern Europas (Platz zwei in GB und CH und Platz acht in Westdeutschland) und bescherte der Sängerin im Juni 1987 auch einen Nummer-eins-Hit in den USA, in Kanada und Australien. In den USA trat Kim Wilde kaum auf, und so blieb dies dort ihr einziger großer Erfolg. Dafür war sie nun auch in ihrer britischen Heimat wieder sehr erfolgreich: Mit dem Duett Another Step (Closer to You) (zusammen mit Junior Giscombe) stand sie im Frühjahr 1987 erneut in den britischen Top 10, ebenso Ende des Jahres mit dem auf britischen Humor zugeschnittenen Rockin’ Around the Christmas Tree, einer Benefiz-Single zu Weihnachten, gesungen im Duett mit dem Comedian Mel Smith. Mit dem Album Close und den daraus ausgekoppelten Singles Hey Mr. Heartache, You Came, Never Trust a Stranger und Four Letter Word (letztere drei waren in den Top Ten in GB) erzielte sie weiterhin in ganz Europa kommerzielle Erfolge. Aufgrund ihrer wiedergewonnenen hohen Popularität wurde Kim Wilde für das Vorprogramm der Europatourneen von Michael Jackson (1988) und David Bowie (1990) engagiert und trat zum ersten Mal live vor Publikum in dieser Größenordnung auf.

### 1990–1993: Nachlassende Erfolge undThe Singles Collection 1981–1993
In den 1990er-Jahren konnte die Sängerin an diesen internationalen Erfolg nicht mehr anknüpfen: Das Album Love Moves (1990) verkaufte sich lediglich in Frankreich, Skandinavien und der Schweiz gut, während der Nachfolger Love Is (1992) noch weniger erfolgreich war.
Das Lied Can’t Get Enough (Of Your Love) aus dem Sommer 1990 erreichte in Frankreich Platz 21, während Love Is Holy (1992) und If I Can’t Have You (1993, eine Coverversion des Bee-Gees-Klassikers aus dem Film Saturday Night Fever) Kim Wildes letzte Top-20-Titel in den britischen Singlecharts waren. Letzterer schaffte es außerdem auf Platz 3 in Australien.
Weitere Veröffentlichungen im Laufe des Jahrzehnts konnten sich nicht mehr hoch in den Charts platzieren. Allerdings verkaufte sich ihr 1993 erschienenes Best-of-Album The Singles Collection 1981–1993 in Europa und Australien sehr gut und zeigte auf, dass sich ihre früheren Songs noch immer großer Beliebtheit erfreuten.

### 1995–2000: Stilwechsel, privates Glück und Moderationen
Nach dem Misserfolg ihres neunten Studioalbums Now & Forever (1995) spielte sie von Februar 1996 bis Februar 1997 in einer Produktion des Musicals Tommy am Londoner West End. 1998 nahm Wilde ein komplettes neues Album auf (Titel: The Promise), viele Songs wurden von Tony Swain geschrieben, der schon das Album Close co-produziert hatte. The Promise konnte aber infolge von Lizenzschwierigkeiten mit einem der Autoren nicht veröffentlicht werden. Außerdem fiel es in eine Zeit, als Kim Wilde sich mehr um ihre Familie kümmern wollte.
1996 heiratete sie Hal Fowler, der ebenfalls in dem Musical Tommy mitwirkte. 1998 wurde ihr Sohn Harry Tristan geboren, und zwei Jahre später kam die Tochter Rose Elisabeth zur Welt. Während ihrer ersten Schwangerschaft fing sie wieder an, sich für ein altes Hobby zu interessieren: die Gartenarbeit. Als ausgebildete Landschaftsgärtnerin moderierte sie daraufhin Gartensendungen im britischen Fernsehen und schrieb zahlreiche Artikel in Zeitungen und Zeitschriften über dieses Thema. Im April 2005 erschien ihr erstes Buch Gardening with Children.

### Seit 2001: Comeback mit Klassikern, Duetten und neuen Werken

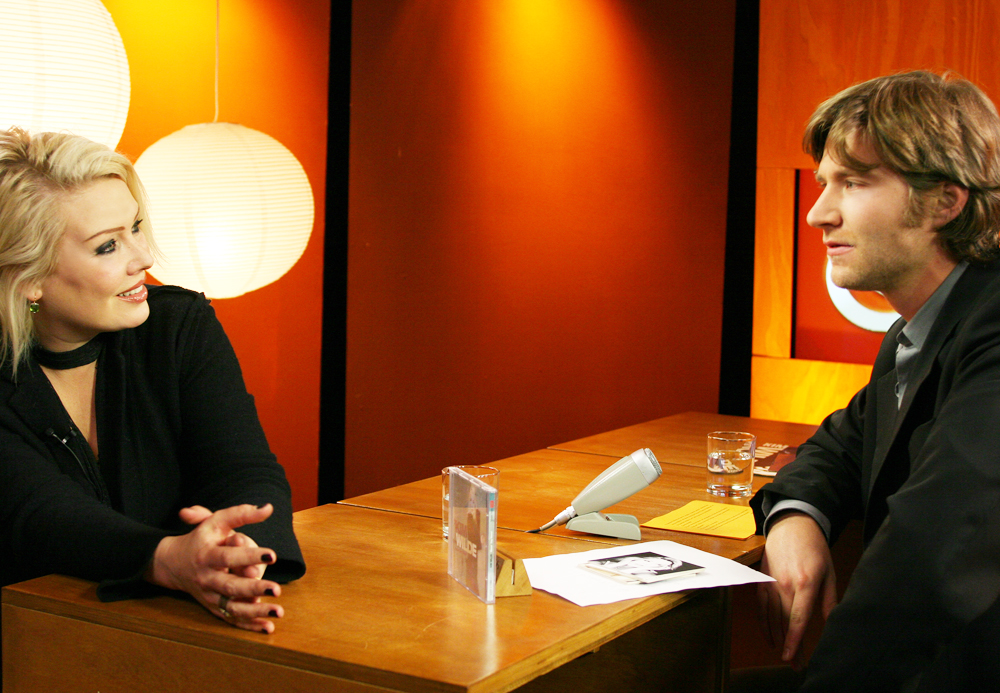
Kim Wilde und Moderator Matthias Lorenz-Meyer in der Lokalfernsehsendung „Neue Helden“ im Februar 2007

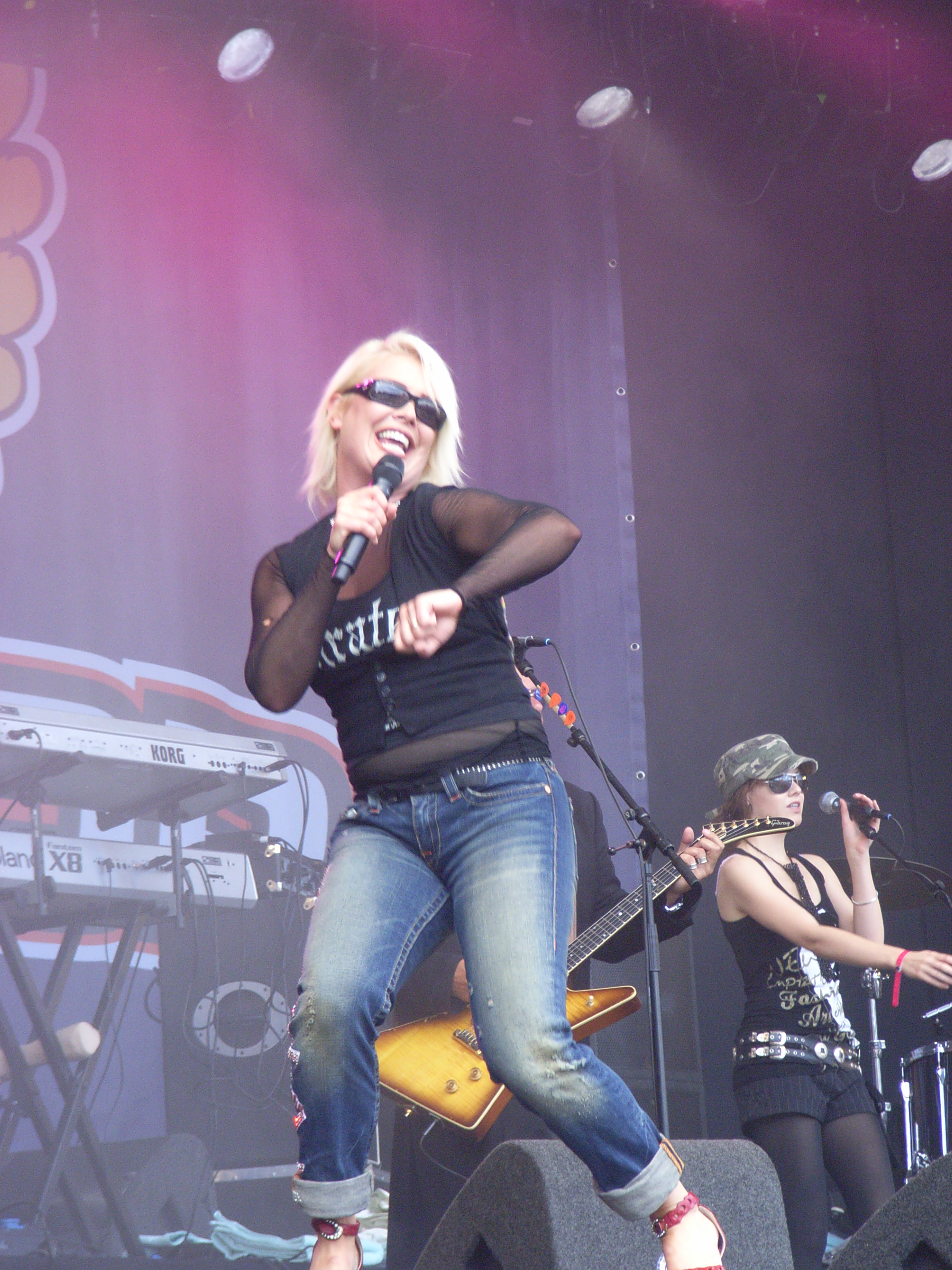
Kim Wilde beim Bospop (2007)

Ende 2001 meldete sich Kim Wilde mit einem weiteren Best-of-Album (The Very Best of Kim Wilde) zurück, das allerdings kaum Unterschiede zum vorangegangenen Sampler The Singles Collection von 1993 aufwies und daher bis auf Top-20-Notierungen in Skandinavien kaum beachtet wurde. Der einzige neue Titel war die Single Loved, die in Deutschland weitgehend unterging und sich nicht in den Top 100 behaupten konnte. In anderen europäischen Ländern war sie sehr erfolgreich. Ein Jahr später sang sie den James-Bond-Song Nobody Does It Better, der allerdings nicht veröffentlicht wurde. Eine weitere Single, Born to Be Wild, konnte sich nur auf den hinteren Rängen der Charts platzieren.
Einen überraschenden Erfolg hatte Kim Wilde im Frühjahr 2003 mit Anyplace, Anywhere, Anytime, einem Duett mit Nena, das in Deutschland wochenlang auf Platz 3 der Charts war und in den Niederlanden sowie in Österreich sogar Nummer 1 wurde.
Im Winter 2005 unterschrieb Wilde einen neuen Plattenvertrag mit der deutschen Abteilung der Plattenfirma EMI. Der Vertrag kam durch das Hit-Duett mit Nena zustande. Das Album Never Say Never, zu dem die Arbeiten im Sommer 2006 abgeschlossen worden waren, erschien am 8. September 2006. Produziert wurde es von Uwe Fahrenkrog-Petersen, dem Songwriter von Nena. Die erste Single You Came 2006 erreichte in Deutschland auf Anhieb die Top 20, in denen sich auch das Album platzieren konnte. Neben acht neuen Titeln sind darauf auch sechs Neuinterpretationen ihrer größten Hits zu hören, darunter You Keep Me Hangin' On im Duett mit Nena und Kids In America mit Charlotte Hatherley. Eine Europatournee folgte im März und Herbst 2007.
Im November und Dezember 2008 trat Kim Wilde wieder in Deutschland als Stargast bei „Nokia Night of the Proms“ live auf. 2009 wurde die Europatournee, beginnend in München am 24. März 2009, fortgesetzt. Mitte 2009 nahm sie mit der schwedischen Rockband Fibes oh Fibes einen Song auf. Unter dem Namen Fibes oh Fibes feat. Kim Wilde wurde die Up-Tempo-Nummer Run to you Anfang September 2009 in Schweden als Single veröffentlicht.
Im Sommer 2010 startete Kim Wilde mit dem Album Come out and play ein Comeback. Tempo, Melodie und Stimme erinnern stark an ihre Erfolge der 1980er Jahre. Die erste Single Lights Down Low erschien bereits am 13. August, das Album folgte zwei Wochen später. Damit hatte Kim Wilde nach 22 Jahren wieder ein Album unter den Top 10 der deutschen Charts. Als zweite Single wurde am 19. November 2010 der Song Real Life ausgekoppelt – ein Cover des Songs Story to Tell der Band Some & Any, die 2009 aus der Castingshow Popstars hervorgegangen waren.
Am 26. August 2011 erschien das Album Snapshots, auf dem nur Coverversionen zu hören sind. Als erste Singleauskopplung gab es eine Doppel-A-Seite mit den Songs It’s Alright der britischen Boyband East 17 und Sleeping Satellite der britischen Sängerin Tasmin Archer. Diese erschien eine Woche vor dem offiziellen Termin am 19. August. Am 5. Dezember 2011 erschien To France von Mike Oldfield als Single. Eine große Europatournee folgte 2012, bei der sie in Deutschland und der Schweiz von der Kölner Band 2THEUNIVERSE als Vorgruppe begleitet wurde.
Für 2013 kündigte Wilde in Zusammenarbeit mit dem Sänger DJ BoBo ihr 13. Studio- sowie ein Weihnachtsalbum an.
Das am 20. September 2013 erschienene Album DJ BoBo Reloaded enthält ein Duett mit Kim Wilde. Das Weihnachtsalbum Wilde Winter Songbook wurde am 22. November 2013 veröffentlicht und enthält zwölf Titel.
Im März und April 2014 war Wilde neben Midge Ure, Joe Lynn Turner, Bernie Shaw & Mick Box (Uriah Heep) sowie dem Hauptakteur Alice Cooper Teil der Tournee von Rock Meets Classic.
2017 veröffentlichte sie die Single F U Kristmas! in Zusammenarbeit mit der Thrash-Metal-Band Lawnmower Deth.
2018 erschien ihr 14. Studioalbum Here Come the Aliens. Es enthält zwölf Lieder. Es wurde von ihrem Bruder Ricky Wilde produziert und in den RAK Studios in London aufgenommen.
2025 trat sie in Wien beim Donauinselfest, dem größten Open-Air-Festival Europas, auf.

## Diskografie
Studioalben

| Jahr | Titel                | Höchstplatzierung, Gesamtwochen/‑monate, AuszeichnungChartplatzierungen (Jahr, Titel, Platzierungen, Wochen/Monate, Auszeichnungen, Anmerkungen) | Höchstplatzierung, Gesamtwochen/‑monate, AuszeichnungChartplatzierungen (Jahr, Titel, Platzierungen, Wochen/Monate, Auszeichnungen, Anmerkungen) | Höchstplatzierung, Gesamtwochen/‑monate, AuszeichnungChartplatzierungen (Jahr, Titel, Platzierungen, Wochen/Monate, Auszeichnungen, Anmerkungen) | Höchstplatzierung, Gesamtwochen/‑monate, AuszeichnungChartplatzierungen (Jahr, Titel, Platzierungen, Wochen/Monate, Auszeichnungen, Anmerkungen) | Höchstplatzierung, Gesamtwochen/‑monate, AuszeichnungChartplatzierungen (Jahr, Titel, Platzierungen, Wochen/Monate, Auszeichnungen, Anmerkungen) | Anmerkungen                                                |
| Jahr | Titel                | DE | AT | CH | UK | US | Anmerkungen                                                |
| ---- | -------------------- | --- | --- | --- | --- | --- | ---------------------------------------------------------- |
| 1981 | Kim Wilde            | DE1 Gold · (31 Wo.)DE | — | — | UK3 Gold · (14 Wo.)UK | US86 (22 Wo.)US | Erstveröffentlichung: 29. Juni 1981 Verkäufe: + 370.000    |
| 1982 | Select               | DE4 (19 Wo.)DE | AT20 (2 Wo.)AT | — | UK19 Silber · (11 Wo.)UK | — | Erstveröffentlichung: 10. Mai 1982 Verkäufe: + 280.000     |
| 1983 | Catch as Catch Can   | DE23 (13 Wo.)DE | — | CH6 (16 Wo.)CH | UK90 (1 Wo.)UK | — | Erstveröffentlichung: 24. Oktober 1983 Verkäufe: + 42.006  |
| 1984 | Teases & Dares       | DE22 (22 Wo.)DE | — | CH10 Gold · (9 Wo.)CH | UK66 (2 Wo.)UK | US84 (10 Wo.)US | Erstveröffentlichung: 12. November 1984 Verkäufe: + 25.000 |
| 1986 | Another Step         | DE41 (17 Wo.)DE | — | CH5 Gold · (8 Wo.)CH | UK73 (5 Wo.)UK | US40 (26 Wo.)US | Erstveröffentlichung: 3. Oktober 1986 Verkäufe: + 125.000  |
| 1988 | Close                | DE10 Gold · (34 Wo.)DE | AT7 Gold · (7½ Mt.)AT | CH8 Platin · (36 Wo.)CH | UK8 Platin · (38 Wo.)UK | US114 (6 Wo.)US | Erstveröffentlichung: 13. Mai 1988 Verkäufe: + 825.000     |
| 1990 | Love Moves           | DE24 (15 Wo.)DE | — | CH12 Gold · (9 Wo.)CH | UK37 (3 Wo.)UK | — | Erstveröffentlichung: 14. Mai 1990 Verkäufe: + 25.000      |
| 1992 | Love Is              | DE42 (13 Wo.)DE | AT22 (11 Wo.)AT | CH7 Gold · (15 Wo.)CH | UK21 (3 Wo.)UK | — | Erstveröffentlichung: 18. Mai 1992 Verkäufe: + 75.000      |
| 1995 | Now & Forever        | — | — | CH37 (2 Wo.)CH | — | — | Erstveröffentlichung: 30. Oktober 1995                     |
| 2006 | Never Say Never      | DE17 (7 Wo.)DE | AT22 (5 Wo.)AT | CH11 (9 Wo.)CH | — | — | Erstveröffentlichung: 8. September 2006                    |
| 2010 | Come Out and Play    | DE10 (8 Wo.)DE | AT24 (4 Wo.)AT | CH9 (7 Wo.)CH | — | — | Erstveröffentlichung: 27. August 2010 Verkäufe: + 80.000   |
| 2011 | Snapshots            | DE14 (4 Wo.)DE | — | CH27 (3 Wo.)CH | — | — | Erstveröffentlichung: 26. August 2011                      |
| 2018 | Here Come the Aliens | DE11 (3 Wo.)DE | AT34 (1 Wo.)AT | CH10 (4 Wo.)CH | UK21 (2 Wo.)UK | — | Erstveröffentlichung: 16. März 2018                        |
| 2025 | Closer               | DE11 (1 Wo.)DE | AT14 (1 Wo.)AT | CH10 (2 Wo.)CH | UK27 (1 Wo.)UK | — | Erstveröffentlichung: 31. Januar 2025                      |

grau schraffiert: keine Chartdaten aus diesem Jahr verfügbar

## Auszeichnungen
- RSH-Gold
  - 1996: in der Kategorie „Klassikerin des Jahres“[14]

- BRAVO Otto
  - 1981: in Gold, für „Beste Sängerin“
  - 1982: in Silber, für „Beste Sängerin“
  - 1983: in Silber, für „Beste Sängerin“
  - 1984: in Gold, für „Beste Sängerin“

- Bambi
  - 1993: für „Klassikerin des Jahres“ (The Single Collection)

- Brit Awards
  - 1983: für „Best British Female“

Weitere Nominierungen:
1985
1987
1988
- Pop/Rocky Hammerschlumpf
  - 1981: in Gold, für „Beste Sängerin“
  - 1982: in Gold, für „Beste Sängerin“
  - 1983: in Silber, für „Beste Sängerin“
  - 1984: in Bronze, für „Beste Sängerin“

- Weitere Auszeichnungen
  - 1981: Rockbjören für „Best Female Singer“ (Schweden)
  - 1988: European Platin Award für das Album „Close“
  - 1990: Diamond Award (Belgien)
  - 1990: World Music Award